# Auf dem Königslande
Die Straße Auf dem Königslande gehört zum Stadtteil Wandsbek des Hamburger Bezirks Wandsbek. Sie erstreckt sich von der Lesser- über die Holzmühlenstraße in Richtung Hinschenfelde. Ihren Namen trägt die Straße seit 1951. Dieser leitet sich aus der Geschichte Wandsbeks ab. Auf dem Königslande weist Wohngebäude ebenso auf wie Bauten, die einer gewerblichen Nutzung dienen.  

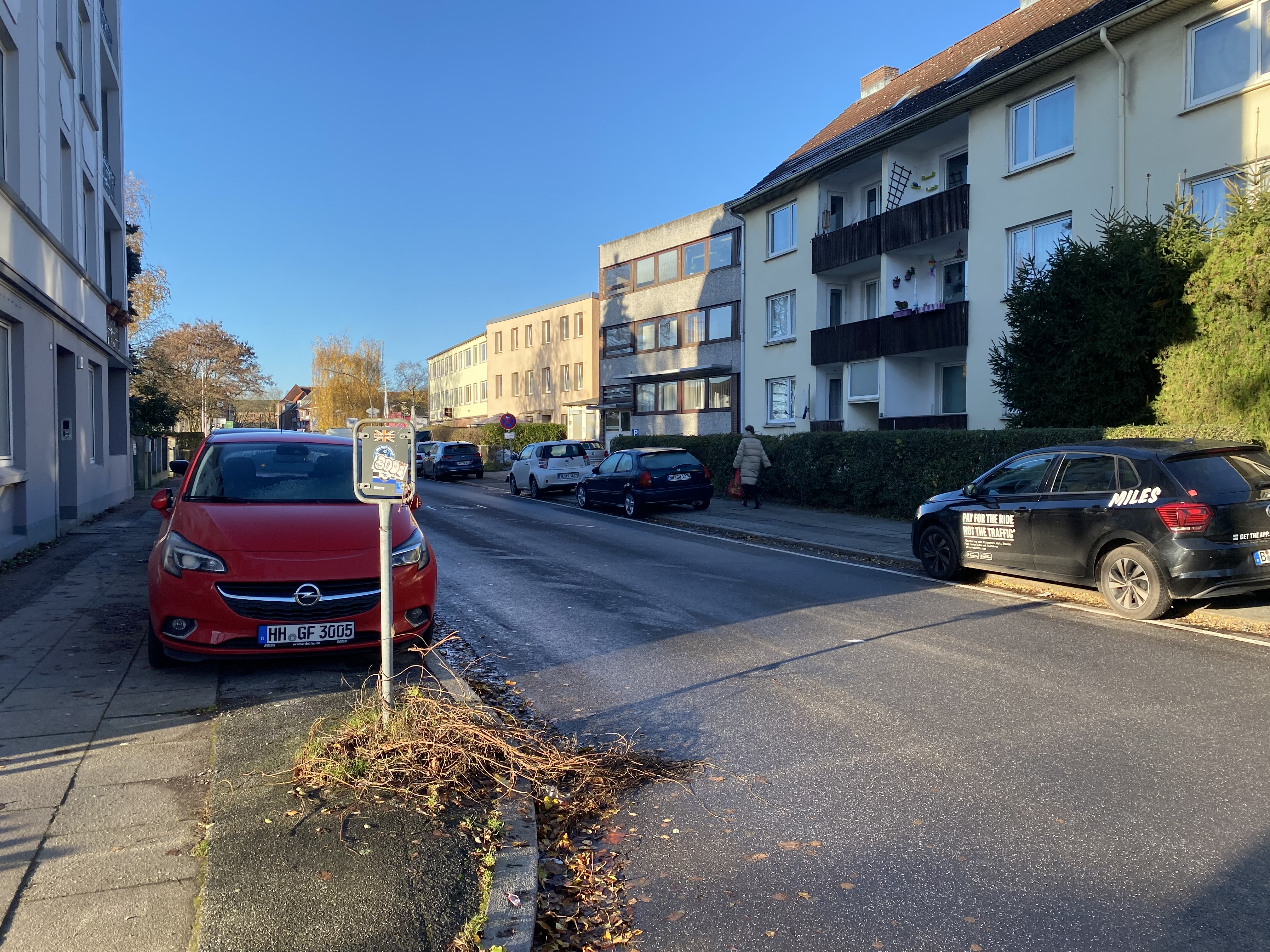
Auf dem Königslande

## Geschichte
Eigentümer der Gegend, in der Auf dem Königslande liegt, war im 18./19. Jahrhundert die Familie Schimmelmann. 1807 wurde der betreffende Flecken von dieser an den König von Dänemark verkauft. Seitdem hieß der dem König gehörende Teil der Gegend im Volksmund Königsland. Von der genannten Bezeichnung leitet sich der Name der Straße Auf dem Königslande ab. 